# Canottaggio ai XVII Giochi del Mediterraneo - 2 senza maschile
Le gare di canottaggio nella categoria 2 senza maschile si sono tenute tra il 21 e il 23 giugno 2013 alla Diga di Seyhan, a nord di Adana.

## Calendario
Fuso orario EET (UTC+3).
| Date      | Time | Round    |
| --------- | ---- | -------- |
| 21 giugno | 9:50 | Batterie |
| 23 giugno | 9:45 | Finale A |

## Risultati

### Batteria 1
| Pos. | Atleta                               | Paese   | Tempo   | Note     |
| ---- | ------------------------------------ | ------- | ------- | -------- |
| 1    | Nikola Stojić Nenad Beđik            | Serbia  | 6:34.74 | Finale A |
| 2    | Marco Di Costanzo Matteo Castaldo    | Italia  | 6:35.54 | Finale A |
| 3    | Pau Vela Alexander Sigurbjörnsson    | Spagna  | 6:38.16 | Finale A |
| 4    | Selahattin Gursoy Muhammed Cansi     | Turchia | 6:47.79 | Finale A |
| 5    | Kamal Mostafa Mahmoud Ibrahim Zahran | Egitto  | 7:31.78 | Finale A |

### Finale A
| Pos. | Atleta                               | Paese   | Tempo   |
| ---- | ------------------------------------ | ------- | ------- |
|      | Marco Di Costanzo Matteo Castaldo    | Italia  | 6:30.78 |
|      | Nikola Stojić Nenad Beđik            | Serbia  | 6:31.44 |
|      | Pau Vela Alexander Sigurbjornsson    | Spagna  | 6:37.38 |
| 4    | Selahattin Gursoy Muhammed Cansi     | Turchia | 6:46.68 |
| 5    | Kamal Mostafa Mahmoud Ibrahim Zahran | Egitto  | 6:54.12 |